# Port de Brest
Der Port de Brest ist ein französischer Seehafen in Brest (Finistère) in der Region Bretagne am Nordatlantik. Er befindet sich in der Bucht von Brest am südlichen Stadtrand und ist über Meerenge von Brest mit dem Atlantischen Ozean verbunden.
Betreiber und Verwalter ist das die örtliche Industrie- und Handelskammer chambre de commerce et d'industrie de Brest (CCI Brest).
Der Hafen besteht aus einem zivilen und einem militärischen Teil (Marinebasis Brest der französischen Marine).

Im Hafen werden Stückgut, Schüttgut und Container umgeschlagen. Außerdem ist er ein Fischerei- und Kreuzfahrthafen.